# Solikamsk
Solikamsk (rusky Соликамск, od 16. století Усолье на Камском) je jedním z nejstarších měst Permského kraje v Rusku. Jeho jméno pochází ze spojení slov sol (sůl) a Kama, tedy názvu řeky, na jejímž břehu je město vystavěno. Žije zde 88 789 obyvatel (2023).
V okolí města probíhá světově významná těžba draselných solí, vyrábí se zde draselná hnojiva. Funguje zde dřevozpracující a papírenský průmysl.

## Zajímavost
V listopadu 2014 se zde v blízkosti obytných domů vytvořil sto metrů hluboký kráter, který vznikl po zaplavení místního dolu.

## Gulag
Ve dvacátých letech 20. století bylo do Solikamsku s pěti tisíci obyvatel deportovány desítky tisíc politických vězňů, lidí, kteří byli vyhnáni ze svých osad a nasazeni na nucené práce. Město se stalo jedním z mnoha míst tzv. Archipelagu Gulag. V době vlády Stalina bylo v okolí města zastřeleno a pochováno tisíce vězňů. Např. v roce 1941 sem bylo deportováno 800 Lotyšů z okupovaného Lotyšska, většina z nich zahynula. Později sem byli deportováni němečtí váleční zajatci a tzv. zrádci, neboli vojáci Rudé armády, kteří padli do německého zajetí a následně byli osvobozeni.

## Pamětihodnosti
- pravoslavný kostel Svaté Trojice z 17. století
- cerkev Proměnění Páně z období 1687–1695
- pravoslavný kostel Povýšení Kříže
- cerkev Zmrtvýchvstání
- cerkev Zjevení Pána
- hejtmanský dům z roku 1688

## Rodáci
- Artěmij Safronovič Babinov († po roce 1619) – ruský objevitel tzv. Babinovské cesty